# Граппа
Гра́ппа (итал. Grappa) — итальянский виноградный алкогольный напиток крепостью от 36 % до 55 %. Изготавливается путём перегонки виноградных отжимок (для названия которых часто используется французское слово marc), то есть остатков винограда (включая стебли и косточки) после его отжимки в процессе изготовления вина. Изначально граппа производилась для утилизации отходов производства по окончании винного сезона, но быстро стала источником прибыли и была запущена в серийное производство. Сегодня граппа продаётся по всему миру.
Граппа изначально изготавливалась в городе Бассано-дель-Граппа около горы Граппа.
Вкус граппы, как и вкус вина, зависит от сорта и качества использованного винограда. Однако многие изготовители для подслащивания и смягчения вкуса добавляют фруктовый сироп, чтобы сделать граппу более продаваемой на американском рынке.

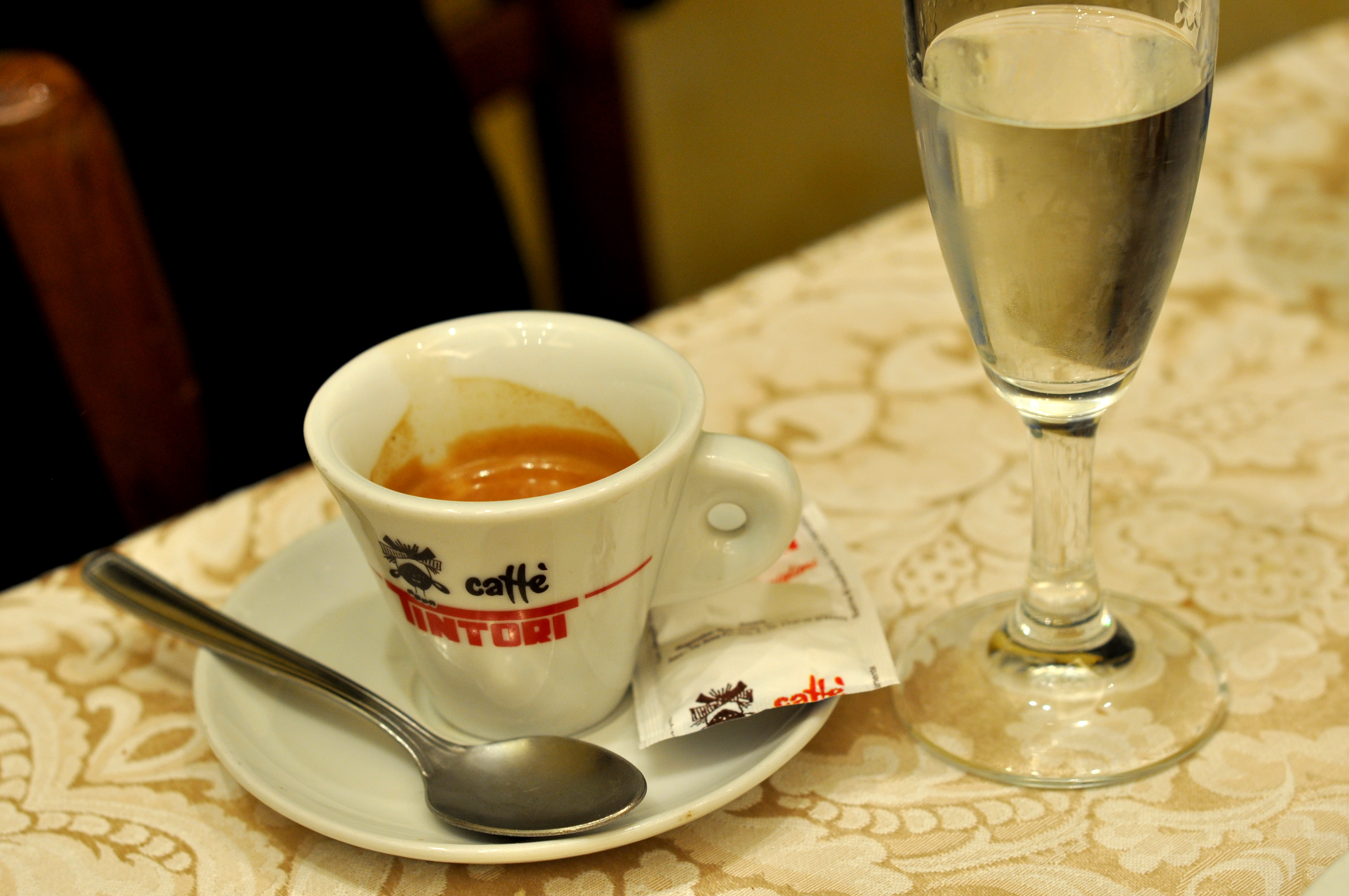
Кофе Корретто

Граппа обычно употребляется охлаждённой и редко смешивается с чем-либо. Однако граппу исключительно хорошего качества часто употребляют неохлаждённой (комнатной температуры), чтобы почувствовать вкус. Иногда, обычно в Италии, граппу добавляют в эспрессо и называют такой кофе Caffè Corretto (также при его приготовлении можно использовать другие виды алкогольных напитков, такие, как ром).

## Классификация
- giovane (джо́ване) — молодая граппа, её ещё называют bianca (бья́нка, «белая»), так как она бесцветна;
- affinata in legno (аффина́та ин ле́ньо) — граппа, выдержанная в деревянных бочках в течение 6 месяцев. Такая граппа обладает более мягким и гармоничным вкусом;
- invecchiata (инвеккья́та) — граппа, выдержанная в бочках не менее 12 месяцев;
- stravecchia (страве́ккья) — очень старая граппа или riserva (ризерва). Такую граппу выдерживают в бочках не менее 18 месяцев.

Граппа также может быть:
- aromatica (арома́тика) — ароматная, изготовленная из ароматных сортов винограда, например, из мускатных сортов винограда или гевюрцтраминера;
- aromatizzata (ароматидза́та) — ароматизированная граппа, настоянная на ягодах, фруктах, травах (корица, миндаль, чёрная смородина, земляника и т. п.).

Если выжимки содержат по меньшей мере 85 % винограда одного сорта, такая граппа получает определение односортовой (monovitigno (моновитиньо)), в отличие от прочих — многосортовых (polivitigno (поливитиньо)).
Граппы также могут быть классифицированы по региону производства: Венеция, Фриули, Пьемонт, Лигурия и Тоскана.

## В культуре
Упоминается в произведении Эриха Марии Ремарка «Жизнь взаймы»
как напиток, заменяющий коньяк.
Также упоминание граппы встречается в стихотворении Иосифа Бродского «Лагуна»:
«…И заходит в свой номер на борт по траппу
Постоялец несущий в кармане граппу…»
Стихотворение посвящено рождеству в Венеции и входит в цикл стихотворений «Часть речи» 1975—1976 гг.